# كروفورد (مسيسيبي)
كروفورد (بالإنجليزية: Crawford, Mississippi)‏ هي بلدة تقع في مقاطعة لوديس (ميسيسيبي) بولاية مسيسيبي في الولايات المتحدة. تبلغ مساحتها 3.6 (كم²)، وترتفع عن سطح البحر 95 م، بلغ عدد سكانها 1262 نسمة في عام 2010 حسب إحصاء مكتب تعداد الولايات المتحدة .

## أعلام
- كلارنس وذرسبون

## وصلات خارجية
- The US50 - Cities and Towns in Mississippi State
- Mississippi Cities and Towns, Facts, Map, Flag, Colleges, Government, and More